# Теория гравитации Лесажа
В 1690 году женевский математик Никола Фатио де Дюилье и в 1756 году другой женевский математик, Жорж Луи Лесаж, предложили простую кинетическую теорию гравитации, которая дала механическое объяснение закону всемирного тяготения Ньютона. Из-за того, что работа Фатио не была широко известна и оставалась неопубликованной долгое время, именно описание теории Ле Сажем стало темой повышенного интереса в конце XIX века, когда последняя была изучена в контексте только что открытой кинетической теории газов. Это механическое объяснение гравитации не получило широкого признания, и к началу XX века теория в целом считалась опровергнутой, в основном из-за проблем, поднятых Максвеллом, Пуанкаре. Кроме того, во втором десятилетии XX века Альберт Эйнштейн создал общую теорию относительности, правда, признание к ней пришло несколько позже. Хотя теория Ле Сажа всё ещё изучается некоторыми исследователями, она обычно не рассматривается основным научным сообществом как жизнеспособная теория.

## Основная теория

P1: Одно тело
Нет чистой направленной силы

Теория утверждает, что сила гравитации — это результат движения крошечных частиц, двигающихся на высокой скорости во всех направлениях во Вселенной. Интенсивность потока частиц предполагается одинаковой во всех направлениях. Таким образом, изолированный объект A ударяется частицами со всех сторон, в результате чего он подвергается давлению внутрь объекта, но не подвергается направленной силе P1.

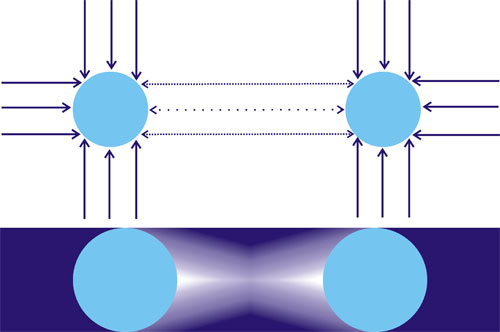
P2: Два тела "притягивают" друг друга

Однако в случае присутствия второго объекта B часть частиц, которые иначе бы ударили по объекту A со стороны B, перехватывается. Объект B работает как экран, т.е. с направления В объект A ударит меньше частиц, чем с противоположного направления. Аналогично и объект B будет ударен меньшим количеством частиц со стороны A по сравнению с противоположной стороной. То есть можно сказать, что объекты A и B «экранируют» друг друга, и оба тела прижимаются друг к другу результирующим дисбалансом сил (P2). Таким образом, кажущееся притяжение между телами в данной теории на самом деле является уменьшенным давлением на тело со стороны других тел. По этой причине данную теорию иногда называют «теневой гравитацией», хотя наиболее часто встречается название «гравитация Лесажа».

### Природа столкновений

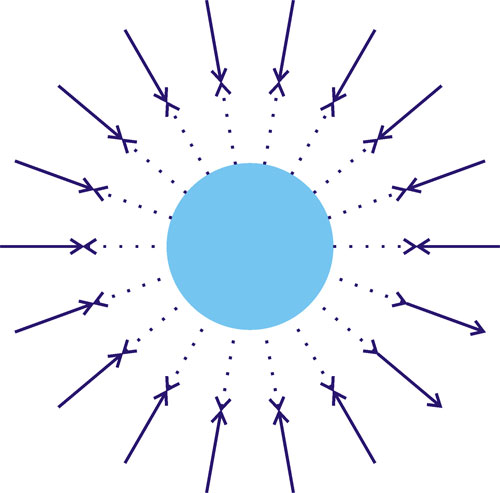
P3: Противоположные потоки

Если соударение тела A и гравитационной частицы полностью упруго, интенсивность отражённых частиц будет настолько же сильной, как и приходящих частиц, т.е. чистая направленная сила не возникнет. Данное утверждение верно и в том случае, если мы введём второе тело В, которое будет действовать как экран для гравитационных частиц в направлении тела A. Гравитационная частица C, которая в обычной ситуации ударила бы по объекту A, блокируется В, но другая частица D, которая в обычной ситуации не ударила бы по A, перенаправляется упругим отражением от объекта B на объект A и, следовательно, заменяет C. Таким образом, если столкновение полностью упруго, отражённые частицы между объектами A и B полностью компенсируют любой «экранирующий» эффект. Чтобы объяснить суть гравитационной силы, мы должны предположить, что соударение частиц не является полностью упругим или хотя бы то, что отражённые частицы замедляются, т. е. их импульс уменьшается после столкновения. Это приведёт к тому, что от объекта А отходит поток с уменьшенным импульсом, но приходит поток с неизменённым импульсом, таким образом появляется чистый направленный импульс к центру объекта A (P3). Если принять это предположение, то отражённые частицы в случае двух взаимодействующих тел полностью не компенсируют экранирующий эффект из-за того, что отражённый поток слабее падающего на тело.

### Обратно-квадратичная зависимость

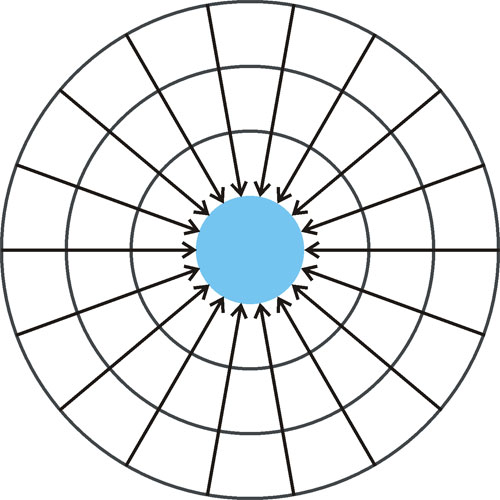
P4: Обратно-квадратичная зависимость

Из нашего предположения, что некоторые (или все) гравитационные частицы, сходящиеся на объекте, абсорбируются или замедляются данным объектом, следует, что интенсивность потока гравитационных частиц, испускаемого от массивного объекта, меньше, чем интенсивность потока, падающего на данный объект. Можно предположить, что этот дисбаланс импульса потока и соответственно силы приложенной на любое тело вблизи объекта распределён по сферической поверхности с центром на данном объекте (P4). Дисбаланс импульса потока над всей сферической поверхностью, окружающей объект, не зависит от размера окружающей сферы, в то же время площадь поверхности сферы увеличивается пропорционально квадрату радиуса. Следовательно, дисбаланс импульса на единицу площади уменьшается в обратно-квадратичной зависимости от расстояния.

### Пропорциональность массе
Из фактов, показанных выше, возникает сила, которая прямо пропорциональна только площади поверхности тела. Но сила гравитации пропорциональна также массам. Чтобы удовлетворить необходимость в пропорциональности от массы, теория утверждает, что: а) базовые элементы материи очень малы; таким образом, материя в основном состоит из пустого пространства; б) что гравитационные частицы настолько малы, что только очень малая часть из них перехватывается материей. В результате чего «тень» каждого тела прямо пропорциональна поверхности каждого из базовых элементов материи. Если теперь предположить, что элементарные непрозрачные (для гравитационных частиц) элементы всей материи идентичны (т.е. имеют такое же отношение плотности к поверхности), то из этого следует, что экранирующий эффект (хотя бы приблизительно) пропорционален массе (P5).

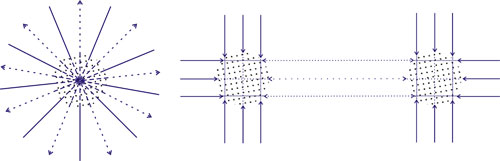
P5: Проницаемость, затухание и пропорциональность массе

## Раннее развитие теории

### Фатио
Фатио представил первую формулировку своих мыслей о гравитации в письме к Гюйгенсу весной 1690 года. Два дня спустя он зачитал содержание письма перед Лондонским Королевским обществом. В последующие годы Фатио написал несколько черновых рукописей своего главного труда «De la Cause de la Pesanteur». Некоторые фрагменты этих рукописей были в последующем приобретены Ле Сажем (см. ниже) и были найдены разбросанными среди бумаг Ле Сажа в 1944 году. На основании этих фрагментов и конспекта, сделанного самим Фатио, Бернар Ганьебен попытался восстановить труды Фатио. Ганьебен не знал, что полная копия одного из ранних черновиков, написанных в 1701 году, была найдена Карлом Боппом в 1915 году среди бумаг семьи Бернулли и легла в основу издания труда Фатио, опубликованного Боппом в 1929 году. Издание Боппа более подробное, чем издание Ганьебена, но издание Ганьебена включает в себя исправления, сделанные Фатио до 1743 года включительно, на 40 лет позже создания черновика, на котором основывается издание Боппа. Для детального анализа труда Фатио и сравнения между изданиями Боппа и Ганьебена смотрите публикации Цехе. Ниже приведённое описание по большей части основано на издании Боппа. Они были названы Фатио «Проблемами I-IV», в то же время между Проблемой I и проблемой II формулируется 5 теорем. Проблемы II-IV составляют вторую половину издания Боппа и содержат математически наиболее передовые идеи теории Фатио, но они не были включены Ганьебеном в его издание трудов Фатио. 

#### Некоторые свойства теории Фатио.

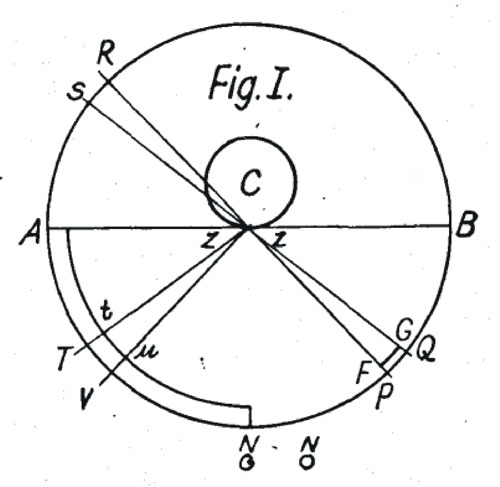
P6: Пирамида Фатио

Пирамида Фатио (Проблема I): Фатио предположил, что вселенная наполнена мельчайшими корпускулами, которые движутся с очень высокой скоростью беспорядочно и прямолинейно во всех направлениях. Чтобы проиллюстрировать свои мысли, он использовал следующий пример: Вообразим объект {\displaystyle C}, на котором расположена бесконечно маленькая плоскость {\displaystyle zz} и нарисована сфера с центром в {\displaystyle zz}. В эту сферу Фатио поместил пирамиду {\displaystyle PzzQ}, в которой некоторые корпускулы движутся в направлении {\displaystyle zz}, а также некоторые корпускулы, которые уже были отражены объектом {\displaystyle C} и, следовательно, покидают плоскость {\displaystyle zz}. Фатио предположил, что средняя скорость отражённых частиц меньше, и следовательно импульс слабее, чем у падающих на тело корпускул. В результате получается один поток, который толкает все тела по направлению к {\displaystyle zz}. Таким образом, с одной стороны скорость потока остаётся постоянной, но с другой стороны при большей близости к {\displaystyle zz} плотность потока увеличивается и следовательно его интенсивность пропорциональна {\displaystyle {\frac {1}{r^{2}}}}. А так как можно нарисовать бесконечное количество таких пирамид вокруг {\displaystyle C}, пропорциональность {\displaystyle {\frac {1}{r^{2}}}} приложима ко всей области вокруг {\displaystyle C}.
Уменьшенная скорость: чтобы подтвердить предположение, что корпускулы после отражения движутся с уменьшенными скоростями, Фатио сделал следующие предположения: a) обыкновенное вещество, или гравитационные корпускулы или и то, и другое неупруги; b) столкновения полностью упруги, но корпускулы не абсолютно твёрдые и следовательно переходят в состояние колебания после соударения и(или); c) из-за трения корпускулы начинают вращаться после столкновения. Эти отрывки теории Фатио наиболее малопонятны, потому что он никогда точно не решал, какой из вариантов столкновений наиболее предпочтителен. Однако в последней версии своей теории в 1742 году он сократил связанные отрывки и написал «полная упругость или пружинистая сила» для корпускул и «неполная упругость» для обыкновенного вещества, следовательно корпускулы должны быть отражены с уменьшенными скоростями.
Вдобавок Фатио столкнулся с другой проблемой: что происходит, когда корпускулы сталкиваются друг с другом? Неупругое столкновение приводит к постоянному уменьшению скорости корпускул и следовательно к уменьшению гравитационной силы. Чтобы избежать данной проблемы, Фатио предположил, что диаметр корпускул очень мал по сравнению с расстоянием между ними, таким образом взаимодействия между корпускулами происходят очень редко.
Конденсация: чтобы смягчить противоречия, которые возникли из-за того, что чем меньше скорость корпускул, тем больше корпускул будет аккумулироваться около тел, Фатио предположил, что корпускулы отражаются в пирамиду {\displaystyle TzzV}. В то же время, если корпускулы приходящие со стороны {\displaystyle PQ} достигают {\displaystyle C}, то отражённые частицы не достигают {\displaystyle TV}, а прибывают в {\displaystyle tu}. Однако это не приводит к бесконечному накоплению частиц, а только к конденсации, т. к. увеличенная плотность остаётся постоянной. Фатио указал на то, что, продолжая увеличивать скорость, {\displaystyle Tt} может стать сколько угодно малым по отношению к {\displaystyle TZ}.

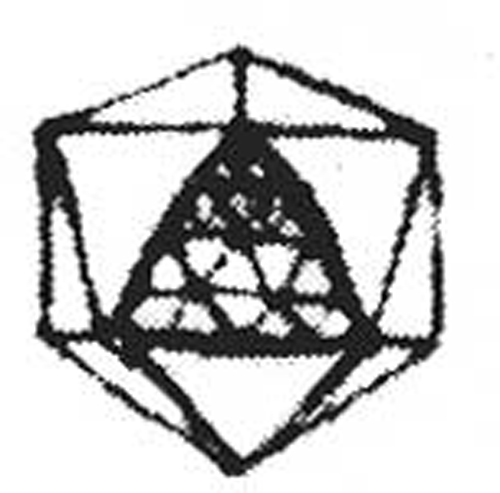
P7: Модель вещества с кристаллической решёткой (двадцатигранник)

Пористость обыкновенного вещества: чтобы обеспечить пропорциональность массе, Фатио предположил, что обыкновенное вещество чрезвычайно проницаемо для гравитационной жидкости (потока корпускул). Он сделал наброски 3 моделей, чтобы подтвердить своё предположение.  
Фатио предположил, что материя состоит из маленьких «шариков», диаметр которых по сравнению с расстоянием между ними «бесконечно» мал. Но он отбросил данное предположение, на основании того, что при таких условиях «шарики» будут стремиться друг к другу, и тело не будет оставаться «стабильным». После этого он сделал предположение, что «шарики» могут быть соединены линиями или прутьями, и формируют в некотором роде кристаллическую решётку. Однако он признал негодной и эту модель тоже. Если некоторые атомы находятся рядом друг с другом, то гравитационная жидкость не сможет проникнуть в эту структуру одинаково со всех сторон, и соответственно пропорциональность массе невозможна. В конце концов, Фатио убрал и «шарики», оставив только линии или сетку, сделав линии «бесконечно» меньшими по сравнению с расстоянием между ними, достигнув таким образом максимальной проницательной способности. 
Сила давления корпускул (Проблема II): Уже в 1690 году Фатио предположил, что «толкающая сила», вызываемая корпускулами на ровной плоскости, в 6 раз меньше, чем сила, которая была бы создана этими же корпускулами, если бы они были расположены по нормали к поверхности. Фатио приводит доказательство своего предположения путём определения силы, которая вызывается корпускулами на определённой точки плоскости {\displaystyle zz}. Он выводит формулу {\displaystyle p={\frac {\rho {v^{2}}(zz)}{6}}}. Это решение очень похоже на формулу, известную в кинетической теории газов {\displaystyle p={\frac {\rho v^{2}}{3}}}, которая была найдена Даниилом Бернулли в 1738 году. Это первый раз, когда наблюдается близкая аналогия между таким видом гравитационных теорий и кинетической теорией газов — задолго до развития базовых концепций более поздней из теорий. Однако значение, полученное Бернулли, в 2 раза больше, чем значение Фатио, потому что (по Цехе) Фатио рассчитал только значение {\displaystyle mv} для изменения импульса после столкновения, а не {\displaystyle 2mv} и, следовательно, получил неправильный результат (его результат верен только для полностью неупругого столкновения). Фатио пытался использовать своё решение не только для объяснения гравитации, но также и для объяснения поведения газов. Он попытался сконструировать термометр, который должен был показывать «состояние движения» молекул воздуха и, следовательно, подсчитывать температуру. Но Фатио (в отличие от Бернулли) не идентифицировал теплоту с движением частиц воздуха, он использовал другую жидкость, которая должна быть ответственна за этот эффект. Также не известно, оказали ли труды Фатио влияние на Бернулли или нет.
Бесконечность (Проблема III): В этой главе Фатио исследует связь между понятием «бесконечность» и её отношением к своей теории. Фатио часто объяснял свои предположения тем фактом, что различные явления «бесконечно меньше или бесконечно больше», чем другие, и таким образом многие проблемы могут быть уменьшены до неопределяемого значения. Например, диаметр «переборок» «бесконечно меньше», чем расстояние между ними или что скорость корпускул «бесконечно больше», чем у обыкновенного вещества, или разница в скорости между отражёнными или неотражёнными корпускулами «бесконечно маленькая».
Сопротивление среды (Проблема IV): Это математически самая сложная часть теории Фатио. Здесь он пытается оценить сопротивление потока корпускул движущемуся телу. Предположим, что {\displaystyle u} — скорость обыкновенного вещества, {\displaystyle v} — скорость гравитационных частиц, и {\displaystyle \rho } – плотность среды. В случае если {\displaystyle v\ll u} и {\displaystyle \rho ={\mathsf {const}}}, Фатио сделал вывод, что сопротивление равно {\displaystyle \rho u^{2}}. В случае если {\displaystyle v\gg u} и {\displaystyle \rho ={\mathsf {const}}}, сопротивление равно {\displaystyle {\frac {4}{3\rho uv}}}. В этом месте Ньютон констатировал, что отсутствие сопротивления орбитальному движению планет требует чрезвычайную разрежённость любой среды в космосе. Поэтому Фатио уменьшил плотность среды и заявил, что, чтобы сохранить достаточную гравитационную силу, это уменьшение должно быть компенсировано изменением {\displaystyle v} «обратно пропорционально квадратному корню плотности». Это следует из корпускулярного давления Фатио, которое пропорционально {\displaystyle \rho v^{2}}. Согласно Цехе, идея Фатио увеличить {\displaystyle v} до очень больших значений действительно сделает сопротивление очень маленьким по сравнению с гравитацией (и вообще сколь угодно маленьким) из-за того, что сопротивление в модели Фатио пропорционально {\displaystyle \rho uv}, а гравитация (т. е. давление корпускул) пропорциональна {\displaystyle \rho v^{2}}.

#### Принятие теории Фатио научным сообществом
Фатио контактировал с некоторыми из самых известных учёных своего времени; отдельные из них подписали его рукопись.

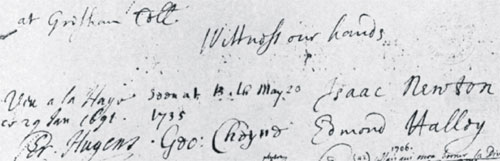
P8: Подписи Галлея, Гюйгенса и Ньютона на бумаге Фатио

Мнения Ньютона о теории Фатио сильно различаются. Например, после описания необходимых условий механического объяснения гравитации, в 1692 году он написал в (неопубликованной) записке в своей собственной копии «Principia»:
Уникальная гипотеза, которая может объяснить гравитацию, была разработана самым гениальным геометром мистером Н. Фатио.
С другой стороны, сам Фатио заявлял, что, хотя Ньютон лично прокомментировал, что теория Фатио является самым лучшим возможным механическим объяснением гравитации, он также признавал, что Ньютон склонялся к идее, что действительная причина тяготения не является механической. Также Д. Грегори сделал заметку в своей «Memoranda» «Мистер Ньютон и мистер Галлей смеялись над манерой изложения гравитации Фатио». Это якобы было замечено им 28 декабря 1691 года. Однако настоящая дата неизвестна, так как и чернила и перо, которые использовались, отличаются от остальной части страницы. После 1694 года отношения между двумя учёными охладели.
Гюйгенс был первым человеком, проинформированным Фатио о своей теории, но он никогда не признавал теорию верной. Фатио верил, что убедил Гюйгенса в состоятельности своей теории, но Гюйгенс опроверг это в своём письме к Лейбницу. Также существовала короткая переписка о теории между Фатио и Лейбницем. Лейбниц критиковал теорию Фатио за существование пустого пространства между частицами, существование которого отрицалось Лейбницем на философской почве. Якоб Бернулли проявил интерес к теории Фатио и побудил Фатио записать свои мысли о гравитации в законченной рукописи, что и было сделано Фатио. Бернулли после этого скопировал рукопись, которая теперь находится в библиотеке университета Базеля, и на которой основано издание Боппа.
Тем не менее, теория Фатио оставалась в основном неизвестной (кроме некоторых исключений, например Крамера и Лесажа) из-за того, что: a) он никогда не смог формально опубликовать свои работы; и b) он попал под влияние группы религиозных фанатиков, называвшейся «Французские пророки» («French prophets»), принадлежавшей к французскому протестантскому течению камизаров (camisards), поднявшему восстание против религиозных преследований во Франции в этот исторический период, и его публичная репутация была подорвана.

### Крамер, Редекер
В 1731 году швейцарский математик Габриель Крамер опубликовал диссертацию, в конце которой появился набросок теории, абсолютно похожей на теорию Фатио (включая «сетевидную» структуру вещества, аналогию со светом, экранирование и т. д.), но без упоминания имени Фатио. Фатио было известно, что Крамер имел доступ к копии его главной работы, так что он обвинил Крамера в плагиате теории без понимания её. Крамер также проинформировал Лесажа о теории Фатио в 1749 году. В 1736 году германский врач Редекер тоже публикует похожую теорию. В соответствии с Превостом, Редекер предположил, что частицы в его модели абсолютно неупруги, но не дал точный анализ феномена. Существовала ли связь между Фатио и Редекером — неизвестно.

### Ле Саж
Первое описание своей теории Essai sur l'origine des forces mortes, было отправлено Лесажем в Парижскую Академию наук в 1748 году, но оно никогда не было опубликовано (с. 154–158). Так, по словам Лесажа, после создания и отправки своего эссе, он был проинформирован о теориях Фатио, Крамера и Редекера. Только в 1756 году в первый раз одно из описаний его теории было опубликовано, в 1758 году он отправил более детальное описание теории Essai de Chymie Méchanique, на конкурс в Академию наук Руана. В этом труде он пытался объяснить как природу гравитации, так и силы химического притяжения. Описание теории, которое стало доступным широкой публике называлось Lucrèce Newtonien, в этом описании было раскрыто соответствие данной теории с представлениями Лукреция. Ещё одно описание теории из записок Лесажа было опубликовано после смерти автора в 1818 году Пьером Прево.

## Критика
Критики теории Лесажа отмечали множество её слабых мест, особенно с точки зрения термодинамики. Джеймс Максвелл показал, что в модели Лесажа энергия непременно перейдёт в теплоту и быстро расплавит любое тело. Анри Пуанкаре подсчитал (1908), что скорость корпускул должна быть на много порядков выше скорости света, и их энергия испепелила бы все планеты. Были отмечены и непреодолимые логические трудности:
- Если тяготение вызвано экранированием, то Луна в те моменты, когда она находится между Землёй и Солнцем, должна существенно влиять на силу притяжения этих тел и, соответственно, на траекторию Земли, однако ничего подобного в реальности не наблюдается;
- Быстро движущееся тело должно испытывать спереди избыточное давление со стороны корпускул.

Попытка Джорджа Дарвина заменить корпускулы на волны в эфире оказалась также неудачной. В обзоре 1910 года модель Лесажа уверенно характеризуется как несостоятельная.